# Stazione di Kansai Aeroporto
La stazione di Kansai Aeroporto (関西空港駅?, Kansai-kūkō-eki) è la stazione ferroviaria servente l'Aeroporto Internazionale del Kansai ed è localizzata nella cittadina di Tajiri nel distretto di Sennan, nella prefettura di Osaka in Giappone.
La stazione è gestita dalla JR West e dalle Ferrovie Nankai ed è capolinea per le linee Kansai Aeroporto della JR West e Aeroporto delle Ferrovie Nankai. Il collegamento con l'aeroscalo è garantito da passerelle pedonali.
Essendo l'aeroporto situato su un'isola artificiale, i treni una volta lasciata la stazione percorrono un lungo ponte di circa 4 km sulla baia di Osaka.

## Storia
La stazione è stata realizzata nello stesso tempo assieme all'aeroporto internazionale del Kansai, e l'apertura all'esercizio è avvenuta il 15 giugno 1994. Tuttavia, fino all'inaugurazione ufficiale dell'aeroporto, avvenuta il 4 settembre dello stesso anno, la stazione è rimasta chiusa al traffico passeggeri, e in un primo momento l'uscita dai varchi era consentita solamente al personale dell'aeroporto durante i preparativi per la sua apertura.

## Servizi
JR West
■ Linea Kansai Aeroporto
Espresso limitato Haruka
 Ferrovie Nankai
● Linea Nankai Aeroporto

## Struttura
La stazione è costituita da due marciapiedi a isola con 4 binari in superficie, due per ciascun operatore. Gli accessi ai binari sono regolati da varchi di accesso, separati per JR West e Nankai.
| 1-2 | ● Linea Nankai Aeroporto         | per Izumisano e Namba (con cambio a Izumisano per Wakayamashi)                 |
| 3   | ■ Linea Kansai Aeroporto JR West | per Ōtori, Tennōji e Osaka Shuttle per Hineno per Wakayama con cambio a Hineno |
| 4   | ■ Espresso limitato JR Haruka    | per Tennōji e Shin-Osaka, Kyoto e Maibara                                      |

## Stazioni adiacenti
| ≪                      | Servizio                                           | ≫                      |
| Linea Nankai Aeroporto | Linea Nankai Aeroporto                             | Linea Nankai Aeroporto |
| ---------------------- | -------------------------------------------------- | ---------------------- |
| Rinkū Town             | Locale Espresso Aeroporto Espresso limitato Rapi:t | Capolinea              |
| Linea Kansai Aeroporto |                                                    |                        |
| Rinkū Town             | Shuttle per Hineno Rapido diretto Rapido aeroporto | Capolinea              |
| Tennōji                | Espresso limitato Haruka                           | Capolinea              |